# Macallè
Macallè (talvolta Makallè; in tigrino መቐለ, Mäqälle; in amarico መቀሌ, Mek'elē) è il capoluogo della regione dei Tigrè, in Etiopia. Situata a circa 780 chilometri a nord della capitale Addis Abeba e ad un'altitudine di 2.036 m sul livello del mare, Macallè è composta da sette sub-città: Adi Haki (ዓዲ ሓቂ), Ayder (ዓይደር), Hadinet (ሓድነት), Hawelti (ሓወልቲ), Kedamay Weyane (ቀዳማይ ወያነ), Quiha (ኲሓ) e Semien (ሰሜን). Con circa 215 000 abitanti (2007) è la città più popolosa del Nord dell'Etiopia.

## Geografia fisica

### Clima
Il clima di Macallè (Classificazione climatica di Köppen: Aw) è quello tipico della savana, con temperature relativamente elevate durante tutto l'anno e precipitazioni particolarmente abbondanti durante la stagione estiva.
| Dati climatici di Macallè Fonte: Weatherbase | Mesi | Mesi | Mesi | Mesi | Mesi | Mesi | Mesi | Mesi | Mesi | Mesi | Mesi | Mesi | Stagioni | Stagioni | Stagioni | Stagioni | Anno |
| Dati climatici di Macallè Fonte: Weatherbase | Gen  | Feb  | Mar  | Apr  | Mag  | Giu  | Lug  | Ago  | Set  | Ott  | Nov  | Dic  | Inv      | Pri      | Est      | Aut      | Anno |
| -------------------------------------------- | ---- | ---- | ---- | ---- | ---- | ---- | ---- | ---- | ---- | ---- | ---- | ---- | -------- | -------- | -------- | -------- | ---- |
| T. max. media (°C)                           | 23   | 24   | 25   | 26   | 27   | 27   | 23   | 23   | 25   | 24   | 23   | 22   | 23       | 26       | 24,3     | 24       | 24,3 |
| T. min. media (°C)                           | 16   | 17   | 18   | 19   | 20   | 20   | 18   | 17   | 18   | 17   | 16   | 15   | 16       | 19       | 18,3     | 17       | 17,6 |
| Precipitazioni (mm)                          | 36   | 10   | 30   | 46   | 36   | 30   | 201  | 216  | 36   | 10   | 30   | 41   | 87       | 112      | 447      | 76       | 722  |

## Storia

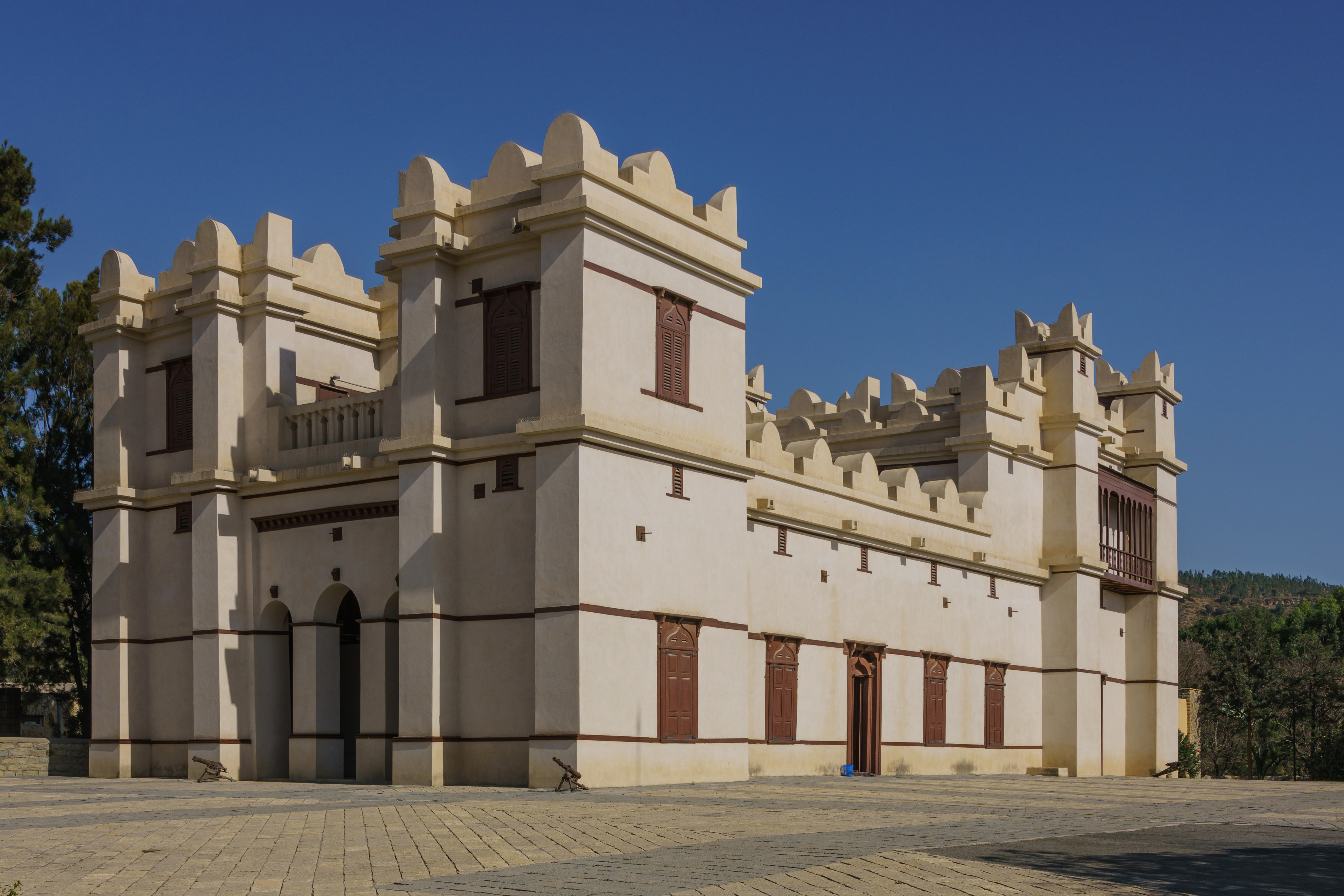
Castello fatto edificare da Giovanni IV la tecnica costruttiva prende come modello i palazzi del regno axumita in particolar modo il palazzo Dungur ad Axum e altri nella regione dei Tigrè

Secondo gli storici locali, Macallè venne fondata attorno al XIII secolo e fu, insieme a Entalo, uno dei maggiori centri della provincia di Enderta. Macallé raggiunse il suo apogeo verso la fine del XIX secolo, dopo la salita al trono di Etiopia di Giovanni IV, che scelse Macallè quale capitale del suo regno. Fu qui che suo figlio ed erede, Ras Araya Selassie, morì di vaiolo nel giugno del 1888, mentre allestiva un esercito di supporto al padre. Macallè divenne capitale dell'impero etiopico quando l'Imperatore Giovanni IV nel XIX secolo divenne negus. Qui fece costruire tre castelli e delle chiese ortodosse etiopi dall'ingegnere etiope Lij Ingidashet, tra i molti nel gruppo di lavoro di artigiani che hanno partecipato c'era anche un immigrato, Giacomo Naretti, che aveva servito già Yohannes IV.. Dopo la morte dell'imperatore Giovanni nella Battaglia di Metemma (1889), il suo successore, Menelik II, giunse a Macallè il 23 febbraio 1890, dove ottenne il giuramento di fedeltà da parte della nobiltà locale; anche il suo rivale, Mangascià Yohannes, figlio illegittimo di Giovanni IV, prestò giuramento dopo poco.

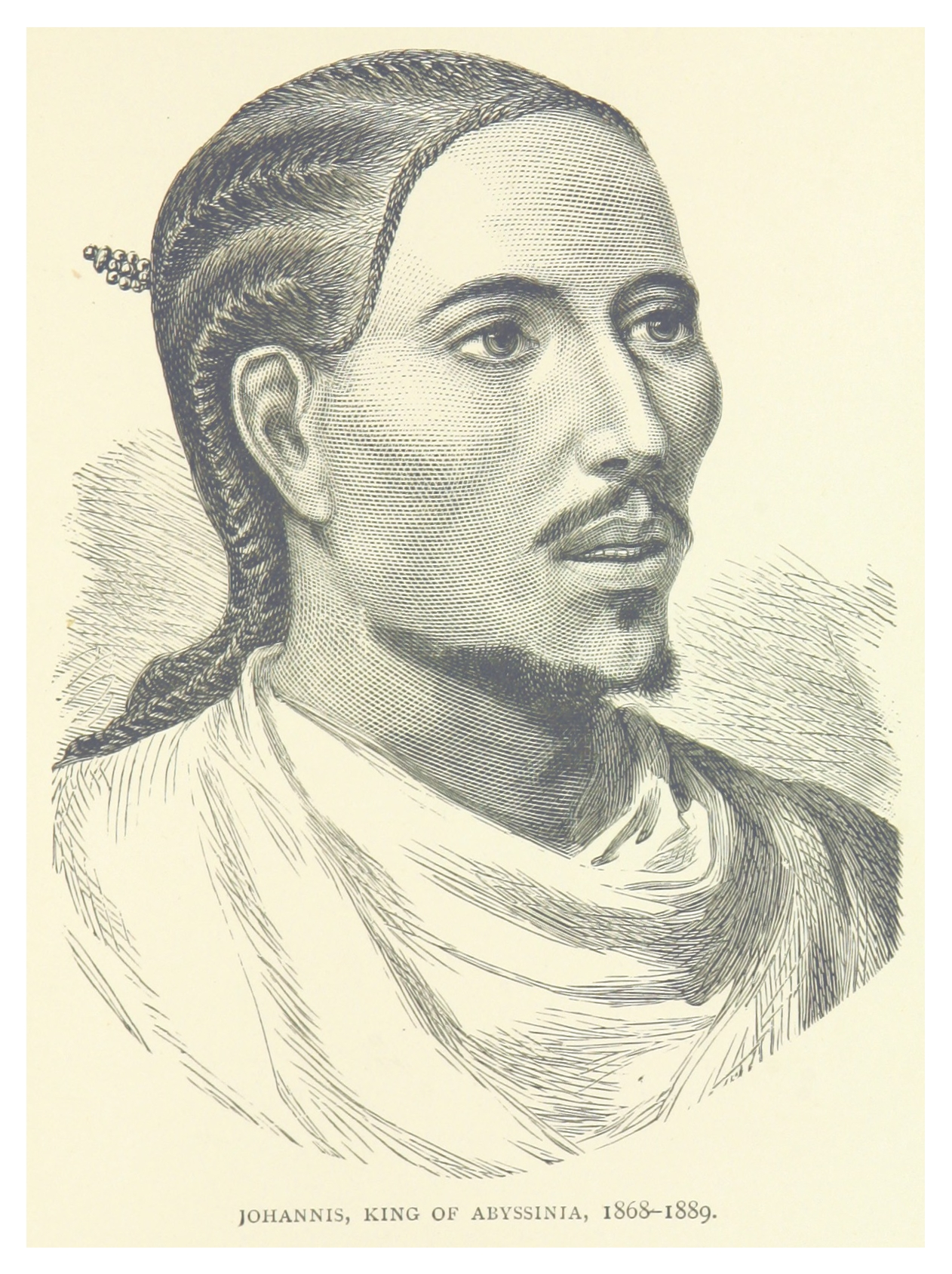
Negus Giovanni IV, imperatore dell'Etiopia

### La Guerra di Abissinia e la Battaglia di Macallè

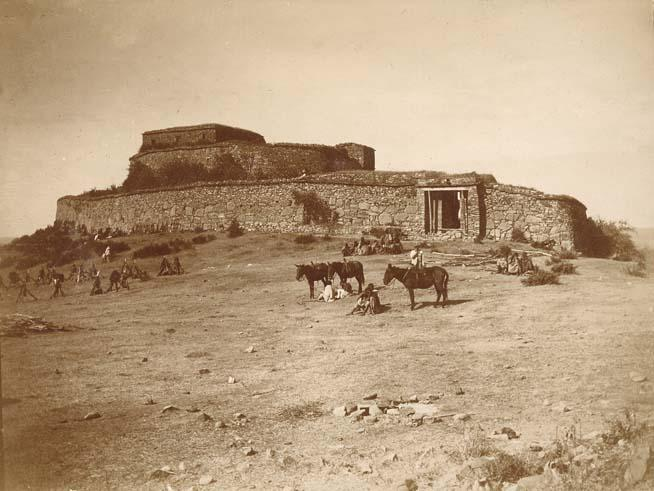
Enda Yesus (Chiesa di Gesù), il forte assediato dagli etiopi nel 1896

Macallè fu occupata dagli italiani all'inizio della Guerra di Abissinia, nell'ottobre 1895. Dopo la sconfitta subita da Pietro Toselli nella Battaglia dell'Amba Alagi (7 dicembre 1895) fu ordinato il ripiegamento di tutte le forze italiane comandate dal generale Giuseppe Arimondi su Macallè. Arimondi tuttavia decise di lasciare nel fortino di Endà Iesus a Macallè una guarnigione composta da 3 compagnie del III Regio Corpo Truppe Coloniali d'Eritrea, 1 compagnia dell'VIII Battaglione e 1 sezione di 4 pezzi da montagna. In totale c'erano 21 ufficiali, 170 soldati italiani e poco più di 1000 àscari ad affrontare 20-30.000 abissini. Il forte Endà Iesus era costruito su un'altura che dominava la conca di Macallè. A capo della guarnigione fu posto il maggiore Giuseppe Galliano, il quale fino all'inizio dell'attacco etiope cercò di organizzare la difesa del forte completando la cinta delle fortificazioni, costruendo le rampe per i cannoni e domandando con insistenza rinforzi a Roma.
Il 7 gennaio 1896, al comando di Ras Maconnen, 60.000 abissini iniziarono l'assalto, che però venne respinto. Il giorno seguente l'attacco riprese con esito favorevole per gli etiopici, che si impadronirono della fonte a cui si approvvigionavano gli italiani, mettendone in seria difficoltà la sopravvivenza. Nei giorni seguenti si susseguirono gli attacchi abissini, finché il 19 gennaio il governo italiano ordinò a Galliano di sgomberare il forte e di arrendersi al Negus, nel frattempo sopraggiunto. Il maggiore obbedì abbandonando la posizione il giorno 21 gennaio con gli onori militari e la promessa di essere avviato a Adigrat, dove giunsero pochi giorni dopo.

### Il XX secolo
Pochi anni dopo la sconfitta di Adua, tra il 1902 e il 1904, Macallè venne inserita nella nuova linea telegrafica che collegava Addis Abeba, capitale dell'impero etiope, ad Asmara, capitale della Eritrea italiana. Durante la Guerra d'Etiopia (1935-1936), Macallè venne conquistata dalle truppe fasciste comandate dal generale Emilio De Bono l'8 novembre 1935. Al 15 gennaio 1936 l'Aeroporto di Macallè era sede dello Stormo aeroplani da ricognizione tattica e del XLIV Gruppo con la 6ª Squadriglia della Regia Aeronautica.
Macallè rimase dominio italiano fino al 1941, anno del ritorno sul trono di Hailé Selassié.

### Ribellione di Woyane
In seguito al tentativo da parte del negus di indebolire i nobili locali e rafforzare la loro dipendenza dal governo centrale, scoppiò nel 1943 nella parte orientale e meridionale della regione dei Tigrè la "Ribellione di Woyane". La rivolta, causata dal malgoverno e dalla corruzione dilagante negli apparati amministrativi (da qui lo slogan: "there is no government; let's organize and govern ourselves", ovvero "il governo non esiste: organizziamoci e governiamoci per conto nostro"), coinvolse una serie di centri della regione del TIgrè, che organizzarono delle assemblee locali provvisorie, chiamate gerreb, che inviarono dei rappresentanti ad un congresso centrale, chiamato shengo, che provvide ad eleggere una guida politica e un comando militare. Il quartier generale della rivolta venne stabilito a Wokro. Durante l'estate del 1943 i ribelli, sotto la guida di Fitawrari Yeebio Woldai e Dejazmach Neguise Bezabih, provenienti da Enderta, cuore della ribellione, organizzarono le proprie forze; dopo la celebrazione del Nuovo Anno etiope (12 settembre), assaltarono e conquistarono il presidio governativo di Quiha, sulla via di transito tra Asmara e Addis Abeba, il 17 settembre 1943. Macallè cadde subito dopo, quando le truppe governative evacuarono la roccaforte di Enda Yesus, e rimase nelle mani dei ribelli fino al 14 ottobre, quando le truppe fedeli al negus, aiutate dalla aviazione militare inglese, sconfissero i ribelli ad Amba Alagi.

### Il tempo del Derg

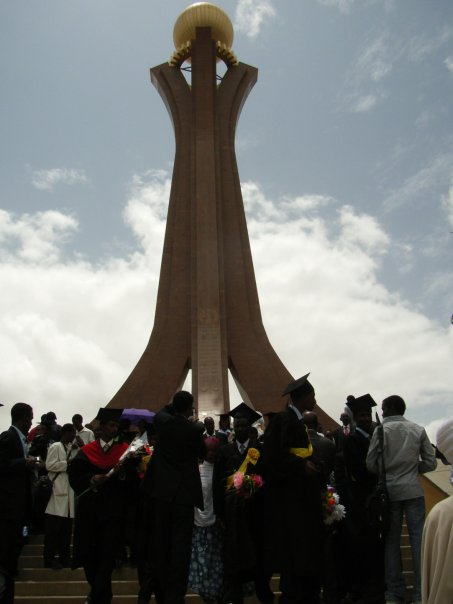
Monumento in Memoria ai Martiri (ሓወልቲ ሰማእታት) che commemora la guerra contro il Derg che domina la città di Mekele

Quando nel 1974 esplose la rivoluzione etiope, il Ras Seyoum Mengesha governava la città; il Derg non tardò a prendere provvedimenti e, nell'ottobre dello stesso anno, gli ordinò di trasferirsi nella capitale per rispondere delle accuse di corruzione. Il nobile, sapendo che sarebbe stato sottoposto ad un processo-farsa, invece fuggì sulle colline, dove fondò un gruppo ribelle molto attivo e importante, nucleo della futura Unione democratica Etiope. Nel corso del 1984 - 1985, il paese venne colpito da una terrificante carestia e Macallè ospitò oltre 75 000 profughi affamati provenienti dai territori circostanti. Durante il mese di marzo del 1985, morirono ogni giorno tra le 50 e le 60 persone. Nel 1986 il Fronte Popolare di Liberazione del Tigrè liberò 1 800 prigionieri politici dalle prigioni di Macallè in un blitz militare. L'operazione venne denominata "Agazi" in onore di uno dei fondatori del Fronte. In una serie di offensive lanciate il 25 febbraio del 1988 i combattenti del Fronte presero il controllo di una serie di postazioni sulla strada tra Dessie e Macallè e, nel giugno dello stesso anno, controllavano ormai tutta la regione tranne Macallè e il territorio circostante in un raggio di 15 km dalla città. Macallè venne infine conquistata dal EPRDF il 25 febbraio 1989; oggi un monumento celebra la lotta dei ribelli del Tigrè contro l'esercito del Derg.
Il 5 giugno 1998 la forza aerea dell'Eritrea bombardò la scuola Ayder di Macallè nel corso della guerra Etiopia-Eritrea. Un monumento commemora questo evento.
Il 29 dicembre del 2002 scoppiò una rivolta tra ortodossi copti e avventisti, in seguito ad un tentativo di predicazione di un avventista in uno stadio. Gli ortodossi, scandalizzati, iniziarono a scagliare delle pietre, dopodiché iniziarono a saccheggiare i luoghi di culto avventisti in città. L'intervento della polizia sedò la rivolta, che si concluse con cinque morti e tre feriti gravi. La polizia affermò di aver arrestato 10 persone, ma fonti non governative ritengono il numero fortemente sottostimato.
La Missione delle Nazioni Unite in Etiopia ed Eritrea (UNMEE) stabilì il suo quartier generale a Macallè nel 2000 dopo la fine della guerra contro l'Eritrea. I rapporti con l'Eritrea continuano ad essere tesi e la missione delle Nazioni Unite è ancora operativa.

## Popolazione
Secondo il censimento del 2007, Macallè ha una popolazione totale di 215 914 abitanti, di cui 104 925 di sesso maschile e 110 989 di sesso femminile. La stragrande maggioranza degli abitanti è di etnia tigrè (96,2%), mentre gli amhara rappresentano solo il 2,26%; altri gruppi etnici appartengono al restante 1,54%. La lingua tigrè è parlata dal 95,55% della popolazione, mentre l'amarico è parlato dal 3,18%. Il 92,68% professa la religione ortodossa copta, mentre il 6,03% è di religione islamica.
Il censimento del 1994 riportava per Macallè una popolazione di 96 938 abitanti, di cui 45 729 erano di sesso maschile e 51 209 di sesso femminile. I maggiori gruppi etnici erano i tigrè (96,5%), gli amhara (1,59%) e gli eritrei (0,99%). L'idioma tigrè era prima lingua per il 96,26% della popolazione, mentre l'amarico era parlato dal 2,98%. La religione ortodossa copta era praticata dal 91,31% degli abitanti e il 7,66% era musulmano. Per quanto riguarda l'istruzione, il 51,75% della popolazione era alfabetizzata, di molto superiore alla media regionale (15,71%); il 91,11% dei bambini di età compresa tra i 7 e i 12 anni frequentava le scuole elementari, invece solo il 17,73% dei ragazzi tra i 13 e i 14 anni frequentava le scuole medie; il 52,13% dei ragazzi di età tra i 15 e i 18 anni frequentava gli istituti superiori. Per quanto riguarda le condizioni igienico-sanitarie, circa l'88% delle abitazioni aveva accesso all'acqua potabile, mentre circa il 51% delle abitazioni aveva servizi igienici.

## Economia, infrastrutture e trasporti
Macallè è uno dei principali centri economici dell'Etiopia. Possiede un servizio di autobus, gestito dalla Selam Bus Line Share Company e un nuovo aeroporto, l'Alula Aba Nega Airport, le cui rotte internazionali sono gestite dall'Ethiopian Airlines, compagnia di bandiera di proprietà del governo etiope.
 L'industria locale verte sulla Mesfin Industrial Engineering, legata alla produzione dell'acciaio, e alla Messebo Cement Factory, la maggiore fabbrica di cemento del Nord dell'Etiopia. Entrambe le società appartengono all'Endowment Fund for the Rehabilitation of Tigray (EFFORT). Nel maggio del 2000 è stata creata la Mekelle University dalla fusione tra Mekelle Business College e Mekelle University College.

## Monumenti
La città possiede due importanti monumenti architettonici: il monumento del Fronte Popolare di Liberazione del Tigrè (TPLF), che commemora la lotta condotta contro il Derg, e visibile da gran parte della città; il palazzo imperiale di Giovanni IV, nel centro della città. Costruito per volere dell'imperatore da Giacomo Naretti, fu completato nel 1884. Il complesso, attualmente adibito a museo, conserva il trono dell'imperatore, il letto reale, gli abiti da cerimonia, fucili e altre collezioni storiche di valore. Vanno ricordate inoltre le numerose chiese: la Enda Gabir, la Enda Yesus Mekelle Bete Mengist, la Mekelle Iyesus, la Mekelle Maryam, la Mekelle Selassie, e la Mekelle Tekle Haymanot.
La Trans Ethiopia e la Guna Trading sono le due squadre di calcio della città, militanti nella Ethiopian Premier League. Un caratteristico Mercato locale si tiene ogni lunedì fin dal 1890.

## Sport
In città hanno sede il Mekelle 70 Enderta e il Dedebit, che giocano allo stadio dei Tigrè.